# شوینگارسکو
شوینگارسکو (به لهستانی:  Świniarsko) یک روستا در لهستان است که در گمینا خومیتس واقع شده‌است. شوینگارسکو ۲٬۴۱۶ نفر جمعیت دارد.